# Epicaulis flavimana
Epicaulis flavimana är en skalbaggsart som beskrevs av Pierre François Marie Auguste Dejean 1836. Epicaulis flavimana ingår i släktet Epicaulis och familjen Melolonthidae. Inga underarter finns listade i Catalogue of Life.